# Curtis Kitchen
Curtis Kitchen (Cape Coral, 30 gennaio 1964) è un ex cestista statunitense, professionista nella NBA, in Europa e in Sudamerica.

## Carriera
È stato selezionato dai Seattle SuperSonics al sesto giro del Draft NBA 1986 (122ª scelta assoluta).
Con gli Stati Uniti ha disputato le Universiadi di Kōbe 1985.

## Palmarès
- Campione USBL (1986)
- CBA All-Defensive First Team (1987)
- Miglior stoppatore CBA (1987)